# Trifoulou
Le Trifoulou est un cours d'eau de France, en Auvergne-Rhône-Alpes dans le département de la Haute-Loire, et un affluent du Lignon du Velay donc un sous-affluent de la Loire.

## Géographie
Le Trifoulou prend sa source sur la commune de Montregard dans la Haute-Loire.
Long de 12,4 kilomètres, il se jette dans le Lignon au niveau de Tence.